# Giovanni Tiepo
Giovanni Silva Tiepo, noto semplicemente come Giovanni Tiepo (São Domingos, 8 febbraio 1998), è un calciatore brasiliano, portiere del Cianorte.

## Carriera
Cresciuto nel settore giovanile della Chapecoense, ha esordito in prima squadra il 10 febbraio 2017 disputando l'incontro di Copa Sul-Minas-Rio perso 2-0 contro il Cruzeiro.

## Statistiche
Statistiche aggiornate al 12 maggio 2019.

### Presenze e reti nei club
| Stagione        | Squadra         | Campionato      | Campionato | Campionato | Coppe nazionali | Coppe nazionali | Coppe nazionali | Coppe continentali | Coppe continentali | Coppe continentali | Altre coppe | Altre coppe | Altre coppe | Totale | Totale | Totale |
| Stagione        | Squadra         | Comp            | Pres       | Reti       | Comp            | Pres            | Reti            | Comp               | Pres               | Reti               | Comp        | Pres        | Reti        | Pres   | Reti   |        |
| --------------- | --------------- | --------------- | ---------- | ---------- | --------------- | --------------- | --------------- | ------------------ | ------------------ | ------------------ | ----------- | ----------- | ----------- | ------ | ------ | ------ |
| 2017            | Chapecoense     | PD/SC+A         | 0          | 0          | CB              | 0               | 0               |                    | -                  | -                  | PL          | 1           | -2          | 1      | -2     |        |
| 2018            | Chapecoense     | PD/SC+A         | 0          | 0          | CB              | 0               | 0               |                    | -                  | -                  |             | -           | -           | 0      | 0      |        |
| 2019            | Chapecoense     | PD/SC+A         | 25         | -39        | CB              | 0               | 0               | CS                 | 0                  | 0                  |             | -           | -           | 25     | -39    |        |
| Totale carriera | Totale carriera | Totale carriera | 8          | -9         |                 | 2               | -2              |                    | 0                  | 0                  |             | 1           | -2          | 11     | -13    |        |